# Umutara
Umutara era uma intara (província) do centro-norte de Ruanda. Possuía 4 230 quilômetros quadrados de área e segundo censo de 2002, havia 421 623 habitantes. Foi abolida em 2006 com a reformulação territorial do país. Dividia-se em vários distritos:
| Distrito   | Nome nativo | População (2002) | Área (km2) |
| ---------- | ----------- | ---------------- | ---------- |
| Bugaragara | Bugaragara  | 33 078           | 424        |
| Cabare     | Kabare      | 29 228           | 321        |
| Cai        | Kahi        | 65 750           | 408        |
| Gabiro     | Gabiro      | 34 250           | 1 317      |
| Murambi    | Murambi     | 83 418           | 244        |
| Muvumba    | Muvumba     | 95 996           | 305        |
| Rucara     | Rukara      | 73 919           | 1137       |
| Umutara    | Umutara     | 8 003            | 45         |